# Région des lacs expérimentaux
La Région des lacs expérimentaux (RLE) est un centre de recherche canadien de renommée internationale regroupant 58 lacs d'eau douce dans le district de Kenora, Ontario, Canada. Dépendant du ministère des Pêches et Océans Canada, le centre a pour mandat d'investiguer les effets sur la vie aquatique de divers types de pollution susceptibles d'affecter les lacs et leur population. La RLE utilise une démarche écosystémique et mène des recherches de longue durée, portant sur des lacs entiers, en étudiant tout spécialement les processus d'eutrophisation,.
Grâce à cette recherche scientifique de pointe, agissant sur des écosystèmes lacustres durant plus de 40 ans, les chercheurs de la RLE ont recueilli des données de longue durée sur la climatologie, l'hydrologie et la limnologie, qui sont de première importance pour la gestion des ressources hydriques. La RLE a influencé les politiques publiques en matière de gestion de l'eau au Canada, aux États-Unis et en Europe.

## Origines
Le projet de recherche de la RLE est, au départ, une réponse de la part du Canada à la recommandation de la Commission mixte internationale (IJC) sur les Grands lacs, réclamant, en 1965, davantage d'études sur les problèmes de pollution transfrontalière,.
On avait alors des inquiétudes au sujet des phénomènes d'eutrophisation, notamment la croissance exponentielle des algues vertes dans le lac Érié, mais on manquait de données scientifiques sur la question. W.E. Johnson du Freshwater Institute à Winnipeg (Manitoba, Canada) réussit à convaincre le gouvernement canadien que l'on pourrait obtenir des preuves incontestables en procédant à des opérations contrôlées de pollution de lacs d'eau pure.
La décision d'établir une RLE est prise en 1968 par le Service canadien de recherche sur les pêches, sous la direction de John Reubec Vallentyne et W. E. Johnson du Freshwater Institute. En tant que directeur de la section Eutrophisation de 1966 à 1972, Vallentyne attirera des chercheurs de premier plan de partout au monde. Alors jeune chercheur, David Schindler est choisi pour diriger la future RLE, poste qu'il occupera de 1968 à 1989, devenant une sommité mondiale en limnologie.
Pour pouvoir étudier les écosystèmes lacustres de façon expérimentale, la province de l'Ontario et le Gouvernement du Canada choisissent une zone au sud-est de Kenora, au centre du Canada, dans une aire faiblement peuplée et relativement peu affectée par les activités humaines et le développement industriel, afin d'y mener des recherches expérimentales sur les causes du phénomène d'eutrophisation et d'autres types de pollution aquatique. Cette zone comprenait initialement 46 lacs d'eau pure, peu étendus, mais profonds, situés sur le bouclier précambrien.

## Réalisations

### Eutrophisation
En 1969, une expérience de fertilisation commence avec le lac 227. En 1973, on procède à une expérience d'eutrophisation avec le lac 226, qui a la particularité d'avoir deux bassins. Le bassin sud est surfertilisé avec du carbone et du nitrogène, tandis que le bassin nord l'est avec du carbone, du nitrogène et du phosphore. La photo de la section nord du lac devenue toute verte par phénomène d'eutrophisation a reçu une large attention et a été décrite comme très importante dans l'histoire de la limnologie. Elle a convaincu le public et les responsables politiques qu'il fallait absolument contrôler les niveaux de phosphore. En 1973, de nouvelles mesures législatives forçaient les compagnies de détergents à modifier la composition de leurs produits.

### Pluies acides
À partir de 1976, Schindler commence à tester l'hypothèse des pluies acides. Après 8 ans d'étude, il ne fait plus aucun doute que l'acidification des lacs entraîne des modifications radicales sur la vie aquatique. Dès 1985, le président Ronald Reagan, lors de sa visite à Québec, entame les discussions en vue d'un traité de réduction des pluies acides, qui sera signé conjointement par les États-Unis et le Canada en 1991.

### Mercure
En 1998, les chercheurs songent à tester l'impact du mercure sur le lac 658. L'expérience commence en juin 2001 avec une quantité minime de mercure. Très vite, il devient évident que le mercure se propage tout au long de la chaîne alimentaire, passant de la perche à ses prédateurs. Ces recherches amèneront l'Environmental Protection Agency américaine à établir en 2011 des normes plus restrictives quant aux émissions de mercure. En 2013, elles déboucheront sur un traité mondial, signé par 140 pays, pour le contrôle et la réduction des niveaux de mercure.

### Effets des inondations
Dans les années 1990, une équipe étudie les effets des inondations sur la végétation des terres humides. L'objectif était notamment d'observer les phénomènes de décomposition résultant de ces inondations et de mesurer la production et la libération dans l'atmosphère des gaz à effet de serre, du bioxyde de carbone et du méthane.

### Contaminants toxiques
Depuis quelque temps, les chercheurs s'intéressent aux molécules synthétiques qui arrivent dans les cours d'eau à partir des eaux usées. On soupçonne notamment qu'une forme synthétique d'œstrogène utilisée dans la pilule anticonceptionnelle pourrait avoir un effet perturbateur sur la reproduction des poissons. Une nouvelle expérience menée par la RLE prévoit ajouter de faibles concentrations de cette molécule dans un lac expérimental afin d'en déterminer les effets sur les poissons.

### Équilibre écologique
Des études sont également menées sur les effets de l'introduction de nouvelles espèces de poisson dans un lac, ainsi que sur les meilleures façons d'assurer l'équilibre écologique. On a ainsi mis en évidence les effets de l'enlèvement mécanique de plantes à racine dans les parties peu profondes d'un lac, entraînant une réduction d'espèces recherchées, tel le brochet, au profit d'espèces d'un faible intérêt culinaire, tel le crapet-soleil.

## Arrêt du financement fédéral
En 2012, le gouvernement de Stephen Harper annonce qu'il met fin au financement de la RLE par le projet de loi C-38. Les 17 membres du personnel sont avisés verbalement de la fin de leur contrat le 17 mai 2012.
Cette décision est largement condamnée par la communauté scientifique au Canada et à l'étranger. La revue Nature qualifie la décision de « troublante » et doute que les raisons économiques en soient vraiment le motif. Une lettre ouverte signée par cinq organismes scientifiques de premier plan exprime ses inquiétudes sur les conséquences qu'une telle décision pourra avoir sur la recherche scientifique menée par des Canadiens. Une association de citoyens et de chercheurs, la Coalition pour sauver la RLE (), est formée pour inciter le gouvernement canadien à renverser sa décision de fermer la RLE. En juillet 2012, une marche est organisée en face du Parlement à Ottawa, rassemblant de nombreux chercheurs en blouse blanche avec des panneaux portant l'inscription « Funérailles de la preuve scientifique » (en anglais : The Death of Evidence).
De nombreux députés demandent également au gouvernement de revenir sur sa décision de forcer la fermeture de la RLE. Philip Toone souligne que ce programme de recherche internationalement connu coûtera davantage à fermer et à déplacer que les 2 000 000 $ d'économies réalisées.
En mars 2013, sans donner aucun préavis aux chercheurs concernés, le ministère Pêches et Océans commence à démonter les cabines utilisées pour la recherche alors qu'elles contenaient encore des effets personnels appartenant aux chercheurs.

## Nouvelles sources de financement
En 2013, le gouvernement de l'Ontario, le ministère des Pêches et Océans Canada et l'Institut international pour le développement durable (en) de Winnipeg annoncent leur décision d'assumer conjointement le financement du RLE pour la saison d'été.
Le 31 août 2013, il est confirmé que ce laboratoire naturel unique au monde restera ouvert grâce à un financement conjoint de l'Ontario et du Manitoba.

## IISD-ELA aujourd'hui
Depuis que l'IISD a repris le site en 2014, il s’appelle IISD Experimental Lakes Area (IISD-ELA). L'IISD-ELA continue à conduire son expérimentation sur tous les lacs, mais a également élargi son portefeuille de recherche pour inclure la recherche sur les nanoparticules d'argent, les microplastiques, le changement climatique et plus. Il se concentre de plus en plus sur les possibilités d’éducation et de sensibilisation et sur la couverture médiatique de sa recherche.